# The Invisible Monster
The Invisible Monster (bra Monstro Invisível) é um seriado estadunidense de 1950, do gênero ficção científica e suspense, dirigido por Fred C. Brannon, em 12 capítulos, estrelado por Richard Webb e Aline Towne. Foi produzido e distribuído pela Republic Pictures, e veiculou nos cinemas estadunidenses a partir de 10 de maio de 1950.
Foi o 54º entre os 66 seriados produzidos pela Republic Pictures, e foi relançado em 1966 como um filme editado para televisão, sob o título Slaves of the Invisible Monster, numa versão de 100 minutos de duração.

## Sinopse
Um pretenso ditador e cientista, conhecido apenas como The Phantom Ruler, desenvolveu uma fórmula que, quando pulverizada sobre algum objeto sólido, o tornam  invisível quando exposto aos raios emitidos por uma lâmpada especial, também sua própria invenção. Coberto da cabeça aos pés com um traje tratado pela fórmula de invisibilidade, ele se move imperceptível com o objetivo de roubar dinheiro e componentes para processar a fórmula.
Dois capangas o ajudam, além de vários estrangeiros ilegais trazidos por ele para os Estados Unidos com a finalidade de se infiltrar, como empregados, nos locais que planeja roubar, posterioremnte. Quando ele rouba um cofre de banco, um investigador ajudado por uma detetive da polícia, para resolver o mistério do dinheiro que simplesmente desapareceu. Rastreando pistas e interrompendo outras tentativas criminosas de Phantom Ruler, os protagonistas reunem provas suficientes de que não estão apenas lidando com um criminoso comum.
Eventualmente, eles descobrem o fluido de invisibilidade e a lâmpada, e Phantom Ruler é morto quando ao tropeçar através de um cabo elétrico de alta potência aberto que ele mesmo havia colocado no chão da sua sala.

## Elenco
- Richard Webb … Lane Carson
- Aline Towne … Carol Richards
- Lane Bradford … Burton
- Stanley Price … The Phantom Ruler. O vilão do seriado usa as armadilhas de um Mystery Villain, mas sua identidade é revelada ao público no primeiro capítulo.[4]
- John Crawford … Harris
- George Meeker … Harry Long

## Produção
The Invisible Monster foi orçado em $153,070, porém seu custo final foi $152,115. Foi filmado entre 7 e 30 de março de 1950, sob o título provisório The Phantom Ruler e foi a produção nº 1707.

## Lançamento

### Cinema
A data oficial do lançamento de The Invisible Monster foi 10 de maio de 1950, porém essa foi a data da disponibilização do 6º capítulo.

### Televisão
The Invisible Monster foi um dos 26 seriados da Republic a serem relançados como um filme na televisão em 1966, sob o título Slaves of the Invisible Monster, numa versão de 100 minutos de duração.

## Crítica
Cline descreve este seriado apenas como um "quickie" ("rapidinho").

## Capítulos
1. Slaves of the Phantom (20min)
2. The Acid Clue (13min 20s)
3. The Death Car (13min 20s)
4. Highway Holocaust (13min 20s)
5. Bridge to Eternity (13min 20s)
6. Ordeal by Fire (13min 20s)
7. Murder Train (13min 20s)
8. Window of Peril (13min 20s)
9. Trail to Destruction (13min 20s)
10. High Voltage Danger (13min 20s)
11. Death's Highway (13min 20s)
12. The Phantom Meets Justice (13min 20s)

Fonte: